# 孟菲斯航空
孟菲斯航空為一間設於埃及開羅的私人擁有包機公司，其主要基地為開羅國際機場。

## 歷史
此航空公司成立於1995年8月，並於1996年3月投入營運。

## 事故及意外
孟菲斯航空旗下其中一架波音707客機於2004年4月2日報廢，這是因客機於開羅國際機場23L跑道起飛時發生意外。客機失去控制方向的能力，衝出跑道右手邊及導致右機輪損毀塌下，並導致3號及4號引擎受損。事件中沒有導致傷亡。
2006年5月31日下午8時，孟菲斯航空旗下的道格拉斯 DC-9於巴格達國際機場起飛後不久遇到引擎故障。在空中放油後，客機折返巴格達國際機場作緊急降落，機上乘客及機員均安全無恙。
在故障發生超過24小時後，一架孟菲斯航空旗下的空中巴士客機飛抵巴格達並接載近100名乘客前往他們的目的地開羅。事故發生超過一星期後，該DC-9客機仍停泊在巴格達國際機場。

## 機隊
孟菲斯航空的機隊包括以下飛機（截至2006年8月）：
- 2架 空中巴士 A320-200
- 2架 波音707-320C
- 1架 道格拉斯 DC-9-30

## 外部連結
- 2004年4月2日發生的意外（页面存档备份，存于）